# یوری وارطانیان (فیزیکدان)
یوری لازاری وارطانیان (ارمنی: Յուրի Լազարի Վարդանյան؛  زادهٔ ۲۰ اوت ۱۹۳۶ - درگذشته ۲۳ اکتبر ۲۰۱۹) یک سیاستمدار و فیزیکدان اهل ارمنستان بود.

## زندگی‌نامه
در ۲۰ اوت ۱۹۳۶ در نور بایزت به دنیا آمد و از دانشگاه دولتی ایروان فارغ‌التحصیل شد و در همان دانشگاه نیز فعالیت می‌کرد. وی عضو مکاتبه‌ای فرهنگستان ملی علوم ارمنستان (۲۰۱۰) بود. وی همچنین برنده دانشمند شایسته جمهوری ارمنستان (۲۰۱۴) شده است. وی در ۲۳ اکتبر ۲۰۱۹ در سن ۸۳ سالگی درگذشت.

## یادداشت
1. ↑  ֆիզիկամաթեմատիկական գիտությունների դոկտոր